# Tour du Mexique
Le Tour du Mexique (en espagnol : Vuelta a México) est une course cycliste par étapes disputée au Mexique. Créé en 2008 en reprenant une ancienne course disparue en 1999, il fait partie de l'UCI America Tour en catégorie 2.2. La dernière édition eut lieu en 2015.

## Palmarès
| Année | Vainqueur           | Deuxième              | Troisième       |
| ----- | ------------------- | --------------------- | --------------- |
| 2008  | Glen Chadwick       | Arquímedes Lam        | Ivan Fanelli    |
| 2009  | Jackson Rodríguez   | Carlos López González | David Vitoria   |
| 2010  | Óscar Sevilla       | Daniel Rincón         | Gregorio Ladino |
| 2011  | Non disputé         | Non disputé           | Non disputé     |
| 2012  | Julián Rodas        | Daniel Jaramillo      | Stiber Ortiz    |
| 2013  | Non disputé         | Non disputé           | Non disputé     |
| 2014  | Juan Pablo Villegas | Maxat Ayazbayev       | Víctor García   |
| 2015  | Francisco Colorado  | Óscar Sevilla         | Óscar Pachón    |